# Rhipidura dryas
Rhipidura dryas là một loài chim trong họ Rhipiduridae.